# John Carlos
John Wesley Carlos (Harlem, Nova York, 5 de juny de 1945) és un exatleta olímpic. El seu pare i mare van néixer a Cuba, i ell es guanyador de la medalla de bronze en la prova de 200 metres llisos dels Jocs Olímpics de Mèxic 1968. Va obtindre fama internacional per realitzar al costat del seu compatriota Tommie Smith la salutació del Black Power durant la cerimònia de lliurament de medalles de la prova.